# Ala
 (septembre 2024).
Si vous disposez d'ouvrages ou d'articles de référence ou si vous connaissez des sites web de qualité traitant du thème abordé ici, merci de compléter l'article en donnant les références utiles à sa vérifiabilité et en les liant à la section « Notes et références ».
Pour les articles homonymes, voir Ala (homonymie).
Ala est une commune italienne d'environ 8 770 habitants (2021)  située dans la province autonome de Trente dans la région du Trentin-Haut-Adige dans le nord-est de l'Italie.

## Histoire
La ville a été prise par les Français le 15 août 1796 durant la Campagne d'Italie. Le 4 septembre suivant, Massena livra un combat dans ses environs et Moncey y battit les Autrichiens le 4 janvier 1801.
En 1854, la ville compte environ 4000 habitants. À cette période, cinq foires ont lieu chaque année, ainsi qu'un marché de bestiaux et de grains qui se tient tous les mois.

## Administration
| Période                                  | Période | Identité | Étiquette | Qualité |
| ---------------------------------------- | ------- | -------- | --------- | ------- |
|                                          |         |          |           |         |
| Les données manquantes sont à compléter. |         |          |           |         |

### Hameaux
Chizzola, Marani, Pilcante, Rifugio Fraccaroli, Rifugio Scalorbi, Ronchi, Santa Margherita, Sega, Serravalle

### Communes limitrophes
Les communes limitrophes sont  Avio, Bosco Chiesanuova, Brentonico, Crespadoro, Erbezzo, Mori, Recoaro Terme, Rovereto, Sant'Anna d'Alfaedo, Selva di Progno et Vallarsa.

## Personnalité liée à la commune
- Maria Bertoletti Toldini (1656 - 1716), condamnée pour sorcellerie, est née à Pilcante.